# ハリケーン・バージル
ハリケーン・バージル (Hurricane Virgil) は、1992年10月にメキシコ南西部を襲ったハリケーン。 

## 解説
9月13日にアフリカを離れた熱帯の波がゆっくりと熱帯低気圧に発展し、その後すぐに熱帯性暴風雨、そして10月2日に急速にハリケーンに発展した。
バージルは激しさを増し続け、メキシコ沖でカテゴリー4のハリケーンとなった。しかし上陸直前にカテゴリー2のハリケーンにまで弱まり、10月5日には消滅した。このハリケーンによって1人が行方不明になったと報告されたものの、被害はおおむね最小限だった。